# El peor de los males
El peor de los males (en hangul, 최악의 악; en hanja, 最惡의 惡; romanización revisada, Choeag-ui ak; literalmente, «El peor mal») es una serie de televisión web surcoreana dirigida por Han Dong-wook y protagonizada por Ji Chang-wook, Wi Ha-joon e Im Se-mi. Sus tres primeros capítulos se estrenaron el 27 de septiembre de 2023 en la plataforma de contenidos audiovisuales Disney+, y los tres últimos estaban previstos para el 25 de octubre.

## Sinopsis
En 1995 un grupo policial comienza a investigar dentro de las organizaciones de tráfico de drogas entre Corea, China y Japón. La llamada Alianza Gangnam está intentando distribuir una gran cantidad de drogas en Japón, y, para impedirlo, el sargento Park Joon-mo se infiltra en la organización, ignorando la compleja relación entre su propia mujer y el jefe del cártel.

## Reparto

### Principal
- Ji Chang-wook como Park Joon-mo, un sargento de una comisaría rural a quien se le ordenó infiltrarse en la Alianza Gangnam Union, con la promesa de un ascenso.[4][5]
- Wi Ha-joon como Jung Ki-cheol, el cabecilla de la Alianza Gangnam, la organización clave en el tráfico de drogas.[6][7]
  - Seo Joon como Ki-cheol de joven.[8]
- Im Se-mi como Yoo Eui-jung, la esposa de Joon-mo, que es una oficial de élite en la división de seguridad de la Agencia de Policía Metropolitana de Seúl. Pero también había sido el primer amor de Ki-cheol durante la escuela secundaria.[9][10]
  - Shin So-hyun como Eui-jung de joven.[11]
- BIBI como Lee Hae-ryun, una distribuidora clave de una fábrica de medicamentos en China que viajó a Corea para comerciar con Ki-cheol.[7][12]

### Secundario

#### Alianza Gangnam
- Lee Shin-gi como Seo Jong-ryul, funcionario de nivel medio del cártel y asesino profesional que ayuda a Ki-cheol con sus brutales habilidades.[13][14][15]
- Jung Jae-kwang como  Kwon Tae-ho, el mejor amigo de Ki-cheol.[16]
- Im Sung-jae como Choi Jung-bae, miembro de la Alianza Gangnam y socio de Ki-cheol. Tiene agudas habilidades de observación y sabe encontrar soluciones y resolver problemas.[17]
- Cha Rae-hyung como Hong Hee-sung, miembro de la Alianza Gangnam.[17]
- Bae Myung-jin como Bae Yong-dae, el miembro más joven de la Alianza Gangnam. Se asocia con Joon-mo para vigilar el distrito de Gangnam.

#### Policía de Gangnam
- Ji Seung-hyun como Seok Do-hyung, el detective jefe del departamento antinarcóticos. Recomendó a Joon-mo que se infiltrara en la Alianza Gangnam.[18]
- Yoon Kyung-ho como Hwang Min-goo, detective de homicidios de la comisaría de policía de Gangnam.[19]
- Kim Beom-soo como Ko, detective de homicidios de la comisaría de policía de Gangnam.[20]

#### Otros
- Jung Man-shik como Jang Kyung-chool, el jefe de otra organización criminal de Gangnam.[16]
- Lee Jung-heon como Cho Chang-shik, el fiscal jefe de la Fiscalía del Distrito de Seúl.[21]
- Dokgo Young-jae como Song Dong-hyuk, jefe de una pandilla de Busan y de Jang Kyung-chool.
- Ye Soo-jung como el profesor Yoon Won-gil.
- Park Sang-hoon como Sung Ki-soo, el jefe de la banda Jaegeon.
- Woo Kang-min como Bok Nam, segundo jefe de la banda Jaegeon.[22]
- Kyul Hwi como Cheol Gon, miembro de la banda Jaegeon. Tenía la intención de aprovecharse de Ki-cheol.
- Keum Kwang-san como Baby, jefe de operaciones de una organización enfrentada con la Alianza Gangnam.[23]

## Producción
La serie está coproducida por Baram Pictures y Sanai Pictures, subsidiarias de Kakao Entertaniment, según se anunció en marzo de 2022.El peor de los males cuenta con el mismo equipo de producción que las películas Hunt (2022) y New World (2013). Con esta última comparte además algunos elementos, como las escenas en que se ofrece al protagonista actuar como infiltrado y en que se le somete a prueba obligándole a disparar contra la gente.
En el trabajo de ambientación de la serie, el director Han Dong-wook indicó que había hecho referencia a la atmósfera y los colores profundos de las obras de cine negro de Hong Kong para expresar los años 90. Para ello contó con la colaboración del director de fotografía, Kim Yong-seong. También se han cuidado en este sentido las escenas de acción. El rodaje comenzó el 24 de agosto de 2022 y se prolongó por ocho meses, hasta finales de abril de 2023.
El 14 de agosto de 2023 se lanzó un cartel de la serie y se anunció la fecha del estreno en Disney+. El 28 del mismo mes se publicaron los cuatro carteles de los protagonistas. La producción se presentó el 26 de septiembre en el Gangnam Grand Ballroom del Palacio Chosun, Gangnam-gu, Seúl. Tras el final de la serie los actores protagonistas hablaron sobre sus experiencias durante el rodaje, en una entrevista realizada en un café de Samcheong-dong, Jongno-gu, Seúl.

## Crítica
Haciendo referencia a los tres primeros episodios, Rafa Domínguez (Hobby Consolas) dice de la serie que «recorre una historia que ya conocemos, pero en un contexto renovado, aportando su experiencia para crear secuencias de acción y combate frenéticas que estilizan su historia de mafia, amistad, amor y traición», donde «los límites de la ética, el maquiavelismo y la moralidad se convierten pronto en los temas principales». Aunque encuentra algo confuso el inicio, por la mezcla de diferentes épocas y contextos, alaba la sólida selección de perfiles, la química entre los protagonistas y el ritmo narrativo, así como «la garra de sus combates».